# Markten in Cryptoactiva
Markten in Cryptoactiva (MiCAR) is een Europese verordening in het recht van de Europese Unie. Het is bedoeld om de acceptatie van blockchain en distributed ledgertechnologie (DLT) te stroomlijnen als onderdeel van de regulering van digitale activa in de Europese Unie (EU), terwijl gebruikers en investeerders worden beschermd. MiCAR werd op 20 april 2023 goedgekeurd door het Europees Parlement, maar is vanaf december 2024 volledig toegepast.

## Naam
De volledige naam van het voorstel van 24 september 2020 is het "Voorstel voor een VERORDENING VAN HET EUROPEES PARLEMENT EN DE RAAD betreffende markten in cryptoactiva en tot wijziging van Richtlijn (EU) 2019/1937". MiCAR maakt deel uit van een digitaal financieel pakket dat de Europese economie moet transformeren.

## Functie
MiCAR biedt rechtszekerheid rondom crypto-activa – cryptovaluta, security tokens en stablecoins. Het is vergelijkbaar met de Richtlijn markten voor financiële instrumenten II (MiFID) van de EU, een wettelijk kader voor effectenmarkten, beleggingsintermediairs en handelsplatformen. MiCAR is van toepassing op deelnemers aan de cryptomarkt, waaronder uitgevers van crypto-activa, handelsplatformen, beurzen en aanbieders van bewaarportemonnees. Een voordeel van het MiCAR-voorstel is dat het banken, beleggingsondernemingen en andere financiële instellingen toestaat om deel te nemen aan cryptomarktactiviteiten, op voorwaarde dat ze een vergunning hebben onder MiFID II om diensten aan te bieden.
MiCAR bevat geen eisen voor partijen die crypto-activa ontwerpen. Er zijn ook geen eisen voor crypto-activa die gratis worden aangeboden, of die automatisch worden gecreëerd als beloning voor het onderhoud van de DLT of de validering van transacties (mining), als het een gebruikstoken (utility token, alleen bedoeld om toegang te verlenen tot een goed of een dienst die door de uitgever ervan wordt aangeboden) betreft, of als het gaat om een crypto-activum dat alleen in een beperkt netwerk gebruikt kan worden (zoals loyaliteitspunten). Alleen als deze vrijgestelde uitgevers deze crypto-activa publiekelijk willen (laten) verhandelen, vervallen de vrijstellingen.
Indien de partij die het crypto-activum uitgeeft anders is dan de partij die hem heeft ontworpen, zijn deze eisen en bijkomende aansprakelijkheden van toepassing op de uitgevende partij. Voor de partij die om toelating tot de (publieke) handel van het crypto-activum verzoekt gelden dezelfde eisen als voor de partij die het crypto-activum uitgeeft. Indien een exploitant van een handelsplatform op eigen initiatief een crypto-activum tot de handel toelaat, zullen de eisen op deze exploitant van toepassing zijn.
Voor alle crypto-activa die openbaar worden verhandeld dient er een crypto-activawitboek (white paper) te zijn. Dit witboek dient essentiële informatie te bevatten voor geïnteresseerde partijen die het crypto-activum willen kopen en voor houders die het cryptoactivum reeds hebben gekocht. Hiermee lijkt het crypto-activawitboek op de prospectus die opgesteld dient te worden voor financieel instrumenten, al stelt MiCAR vanuit het oogpunt van proportionaliteit minder strenge eisen. MiCAR schrijft voor waar een crypto-activawitboek minimaal aan moet voldoen en wat deze minimaal moet bevatten. Uitgevers van cryptoactiva hoeven deze witboeken niet ter goedkeuring voor te leggen aan de toezichthouder, maar moeten deze wel bij de toezichthouder notificeren. De toezichthouder kan, indien het witboek niet aan de voorschriften voldoet, of indien het aangeboden cryptoactivum te grote risico’s voor consumenten of de financiële stabiliteit bieden, de uitgever gebieden het witboek aan te passen, of de uitgifte van het product op te schorten of volledig te verbieden. Daarnaast is diegene die het crypto-activawitboek heeft opgesteld aansprakelijk voor elk verlies dat is geleden door onvolledige, onduidelijke, incorrecte of misleidende informatie in het crypto-activawitboek.

### Stablecoins
Er zijn aparte regels voor stablecoins. MiCAR onderscheidt twee typen:
- De e-moneytoken (EMT) is een cryptoactivum die één-op-één wordt gedekt door euro's of andere officiële valuta in de EU. EMT’s hebben dezelfde functie als elektronisch geld. Hoewel er voor bestaande vormen van elektronisch geld al regels bestaan, zijn deze niet passend voor de grootte van huidige EMT-uitgevers en de bijzondere kenmerken van het gebruik van DLT.
- De activa-gerelateerde token (ART). Deze stablecoins zijn gebaseerd op reserves anders dan bij de EMT. Hierbij gaat het onder meer om reserves die gebaseerd zijn op een officiële valuta van een niet-EU-land (zoals de Amerikaanse dollar), andersoortige activa of andere crypto-activa. Stablecoins die zijn gebaseerd op algoritmische systemen die de waarde automatisch stabiel houden vallen ook onder deze categorie.

## Geschiedenis
De voorbereidingen voor MiCAR begonnen in 2018 na de publieke belangstelling voor cryptovaluta (in 2024 waren er naar schatting 31 miljoen cryptogebruikers in Europa). De Europese Commissie nam in september 2020 een digitaal financieringspakket aan, dat MiCAR omvatte, wat leidde tot discussies tussen de voorbereidende instanties (de EU-Raad, de Europese Centrale Bank, het Economisch en Sociaal Comité).
Na 18 maanden van debatten nam de EU in 2022 MiCAR aan. De regelgeving over stablecoins trad in juni 2024 in werking en die voor aanbieders van crypto-activa traden in december 2024 in werking. Dienstverleners met minder dan 15 miljoen actieve gebruikers in Europa zouden echter niet als "significant" worden beschouwd onder MiCAR en zouden dus onder toezicht staan van nationale EU-autoriteiten in plaats van de Europese Bankautoriteit en de Europese Centrale Bank. Elizabeth McCaul, lid van de ECB Supervisory Board, waarschuwde voor "gaten in het raamwerk" voor het reguleren van cryptomarkten en dat traditionele benaderingen mogelijk niet werken. Ze zei dat de drempel van 15 miljoen Binance en FTX waarschijnlijk zou uitsluiten voordat het instortte. Ze had soortgelijke waarschuwingen gedaan op een Financial Times-conferentie in november 2022.
Société Générale was de eerste grote bank die een stablecoin onder MiCAR noteerde, in december 2023, op Bitstamp, een beurs gevestigd in Luxemburg.
In mei 2024 publiceerde de EBA de definitieve ontwerpversie van de technische reguleringsnormen (RTS) en de definitieve ontwerpversie van de technische uitvoeringsnormen (ITS) onder MiCAR, van toepassing vanaf 30 juni 2024.